# Odo 1. af Frankrig
Odo (eller Eudes (ca. 860–1. januar 898) var konge i Det Vestfrankiske Rige, en forgænger for nutidens Frankrig, fra 888 til 898. Han tilhørte Huset Capet og var søn af Robert den Stærke, greve af Anjou. Odo er også kendt under titlerne greve af Paris eller hertug af Frankrig.
Odos dygtighed og tapperhed i kampen mod angreb fra vikingerne gjorde, at han blev valgt til konge over Det Vestfrankiske Rige, da Karl den Tykke blev afsat i 887. Han blev kronet i Compiègne i februar 888.
Odo fortsatte kampen mod vikingerne og besejrede dem blandt andet ved Montfaucon-d'Argonne, men blev snart involveret i magtkampen med den mægtige adel, som støttede den karolingiske tronprætendent Karl den Enfoldige. For at styrke sin stilling søgte han støtte hos Arnulf, konge over Det Østfrankiske Rige. Arnulf valgte dog i 894 at støtte Karl. Efter en magtkamp, som varede i tre år, så Odo sig tvunget til at give efter, og han overlod et område nord for Seinen til sin rival. Han døde i La Fère den 1. januar 898.

## Eksterne links
- Wikimedia Commons har flere filer relateret til Odo 1. af Frankrig